# Maladera breviata
Maladera breviata är en skalbaggsart som beskrevs av Brenske 1898. Maladera breviata ingår i släktet Maladera och familjen Melolonthidae. Inga underarter finns listade i Catalogue of Life.